# Бауман, Франк
Франк Ба́уман (нем. Frank Baumann, род. 29 октября 1975, Вюрцбург, ФРГ) — немецкий футболист. Способен сыграть как сзади в полузащите, так и центрального защитника. Хорошо известен своей жёсткой опекой и защитным положением на поле с очень редкими подключениями к атаке.

## Клубная карьера
Бауман начал карьеру в ФК «Нюрнберг» на позиции опорного полузащитника. Вскоре его защитные таланты были замечены многими клубами Бундеслиги и в 1999 году Франк перешёл в «Вердер», где с течением времени стал капитаном команды. В конце сезона 08-09 объявил, что завершает карьеру футболиста. С 2010 будет продолжать работать в клубе из Бремена на должности помощника спортивного директора. Контракт уже подписан на 2,5 года.

## Карьера в сборной
За основную сборную своей страны Франк сыграл 28 матчей, в которых забил 2 мяча. Дебют в сборной Германии состоялся в выигранном 1:0 матче против сборной Норвегии 14 ноября 1999. Бауман принимал участие в Чемпионате мира по футболу 2002 года (появился на поле в матче 1/8 финала против сборной Парагвая) и в Чемпионате Европы 2004 (вышел на поле в двух матчах).

## Достижения
Вердер
- Чемпион Германии: 2003/04
- Обладатель Кубка Германии: 2003/04
- Обладатель Кубка немецкой лиги: 2006

Сборная Германии
- Вице-чемпион чемпионата мира: 2002